# Newtonmeter
Een newtonmeter (N·m of Nm) is in het SI-stelsel de eenheid voor koppel (moment). Het is een samengestelde eenheid overeenkomend met de kracht van 1 newton uitgeoefend op een arm van 1 meter.
Hoewel de newtonmeter dimensioneel overeenkomt met de joule, de SI-eenheid van energie en arbeid, zijn de kracht en de afstand loodrecht ten opzichte van elkaar, terwijl de kracht en afstand bij de joule in elkaars verlengde liggen.
De eenheid voor koppel wordt dan ook altijd newtonmeter genoemd en nooit joule.

## Conversiefactoren
- 1 kilogramforcemeter (kgfm) = 9,806 65 Nm
- 1 foot-pound force ("foot-pounds") = 1 pound-force foot ("pound-feet") = 1,355 817 9 Nm